# Ласина Траоре
Ласина Траоре (на френски: Lacina Traoré) е котдивоарски футболист, нападател. Играе за Варзим. Има 10 мача и 4 гола за националния отбор на Кот д'Ивоар.

## Кариера
Възпитаник е на известната академия „Жан-Марк Гилу“. Първият професионален клуб на Траоре е Стад Абиджан. В родината си обаче не постига особени успехи, тъй като клубът не се бори за челните места в местния шампионат. През януари 2008 г. подписва с румънския ЧФР Клуж. В първите си месеци в клуба печели Купата на Румъния. През сезон 2009/10 Ласина става титулярен нападател на отбора и допринася за спечеления требъл – титла, купа и суперкупа на страната. Нападателят оставя добри впечатления с играта си в европейските клубни турнири.
На 6 февруари 2011 г. преминава в Кубан Краснодар за 5 млн. евро. Първия си гол за краснодарци вкарва в третия кръг от сезона срещу Спартак Москва от дузпа. Скоро Ласина се превръща в звездата на тима и помага на Кубан да завърши на осма позиция в Премиер лигата – най-доброто класиране на тима дотогава.
През юни 2012 г. подписва с Анжи, ставайки част от звездната селекция на махачкалинци за сумата от 18 милиона евро. С Анжи участва в групите на Лига Европа, където отбелязва победен гол срещу Ливърпул. В турнира Анжи достига до 1/8-финалите, където отпада от Манчестър Юнайтед. В първенството нападателят също се представя на висота, като вкарва 12 гола в 24 мача. През 2013 г. е повикан в националния тим на Кот д'Ивоар за Купата на африканските нации.
В началото на сезон 2013/14 обаче собственикът на Анжи Сюлейман Керимов орязва бюджета и котдивоарецът решава да напусне. От 2014 г. носи екипа на френския Монако. През същия трансферен прозорец нападателят е даден под наем на Евертън. Въпреки желанието на треньора Роберто Мартинес да го задържи, Траоре изиграва само 2 мача за „карамелите“ и се завръща във френското княжество. През 2015 г. Траоре печели Купата на африканските нации, след като Кот д'Ивоар печели финала срещу Гана с дузпи. В клубния си тим Траоре не успява да се наложи при „монегаските“ и през повечето време е резерва.
През юли 2016 г. преминава под наем в ЦСКА (Москва).

## Успехи
- Шампион на Румъния – 2009/10
- Купа на Румъния – 2008/09, 2009/10
- Суперкупа на Румъния – 2009, 2010